# Ed E. Bryant

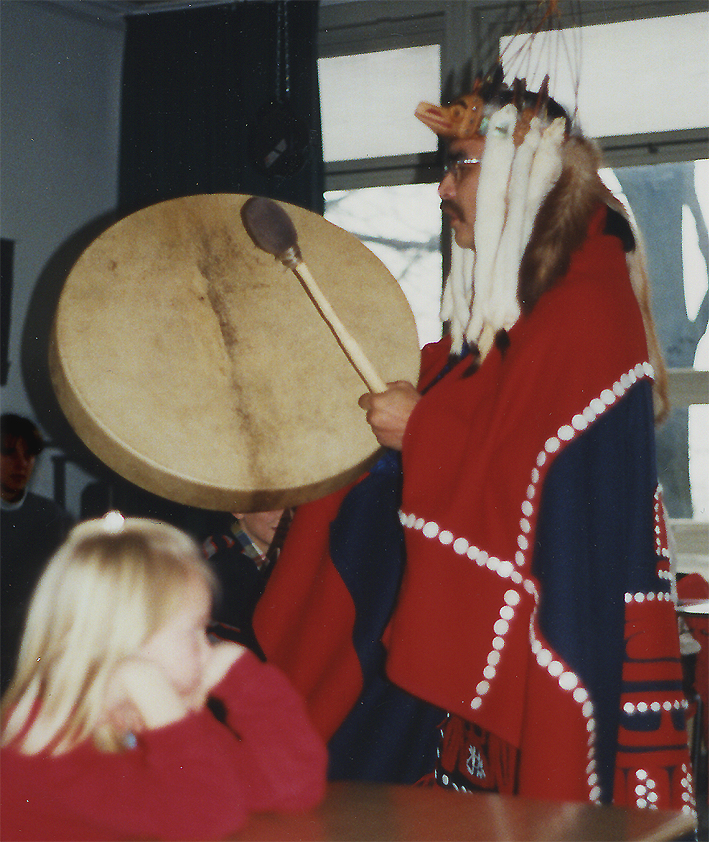
Ed E. Bryant in traditionellem Tanzkostüm bei einer Veranstaltung in einem Wuppertaler Jugendzentrum

Ed (Edward) E. Bryant (* 1961) ist ein kanadischer Künstler vom Stamm der Tsimshian-Indianer, der die traditionelle Kunst der Nordwestküsten-Indianer fortführt. Sein indianischer Name lautet Hagwil-Gaa vom Gitando-Rabenclan.
Bryant wuchs in dem Tsimshian-Fischerdorf Lax Kw’alaams (früher Port Simpson) an der Nordwestküste British Columbias auf. Bereits kurz nach seiner Geburt wurde er von seinen Großeltern adoptiert, da sein alkoholkranker Vater und seine behinderte Mutter das Sorgerecht nicht übernehmen konnten. Insbesondere sein Großvater unterrichtete ihn über das kulturelle Erbe seines Stammes – Werte, Geschichte, Religion, Medizin und Sprache, dass seine Persönlichkeit tief geprägt hat. Ed Bryant bekennt sich offen zu einem Glauben zwischen Christentum und der traditionellen Religion seines Stammes.
In der berühmten Schnitzkunst der Nordwestküsten-Indianer, die er ausschließlich in traditioneller Handarbeit ausführt, entwickelte Bryant sich seit den 1980er Jahren zu einem der herausragendsten Künstler. Er arbeitet vorwiegend mit roter und gelber Zeder, Birke, Ahorn- und Eibenholz. Doch auch Knochen, Elfenbein, Kupfer und Silber kommen zum Einsatz. Die Objekte seines künstlerischen Wirkens befinden sich in British Columbia – wie ein neun Meter hoher Totempfahl in Prince Rupert, aber auch in europäischen Museen, Galerien und privaten Kunstsammlungen. In Genf steht ein drei Meter hoher Totempfahl aus seiner Hand.
Ed Bryant lebt seit 1998 mit seiner deutschen Ehefrau im hessischen Bensheim. In Deutschland tritt er häufig bei musealen Veranstaltungen auf, um den Besuchern die Kultur der Tsimshian mit seiner Kunst, aber auch bei Vorträgen und Seminaren und mit Musik und Tanz im traditionellen Gewand näherzubringen. Sein besonderes Anliegen dabei ist es, den Menschen zu zeigen, wie sich die Kultur der Nordwestküstenindianer von denen der klischeebehafteten Plainsstämme mit Tipi und Federhaube unterscheidet. Unter anderem trat er im Lindenmuseum in Stuttgart, im Adelhausermuseum Freiburg, im Neanderthal-Museum, im Dahlem Museum Berlin und in den Völkerkundemuseen von Frankfurt und Heidelberg auf. Bryant verbringt regelmäßig mehrere Monate des Jahres in seiner Heimat und beteiligt sich aktiv am politischen Geschehen seines Volkes.